# تسجيلات فيرجن
تسجيلات فيرجن هي شركة تسجيلات بريطانية أسست من قبل رجل الأعمال الإنجليزي ريتشارد برانسن ، سيمون درابر ونيك باول في عام 1972 ، وقد تم بيعها فيما بعد إلى شركة إيمي ، و بعد ذلك في الولايات المتحدة ، دمجت مع تسجيلات كابيتول في عام 2007 ، ليتم إنشاء مجموعة كابيتول الموسيقية.